# Hegon
Hegon Henrique Martins de Andrade, meglio noto come Hegon (Palhoça, 6 maggio 1988), è un ex calciatore brasiliano, di ruolo centrocampista.

## Palmarès

### Club

#### Competizioni statali
- Campionato Catarinense: 1

Avaí: 2010